# Hoshiko Yamane
Hoshiko Yamane (Osaka, 4 de abril de 1981) es una violinista, intérprete y compositora japonesa residente en Berlín. Desde 2011, además de sus proyectos en solitario, forma parte de la alineación del grupo de música electrónica Tangerine Dream.

## Reseña biográfica
Nacida en Osaka (Japón) en 1981 Yamane comenzó su formación musical en la Universidad de las Artes de la Prefectura de Aichi. Aunque su formación fue como violinista de música clásica, graduándose y obteniendo el Master de Bellas Artes, pronto amplió su práctica a la música moderna y, más tarde, a la música pop. Se mudó a Europa para estudiar en Berlín y Rostock, donde obtuvo el Diploma de Violín en la Universidad de la Música y Teatro local. Finalmente se estableció en Berlín donde comenzó su carrera profesional.
En 2009 fundó un proyecto experimental de danza contemporánea y música en vivo, denominado Tansik, junto a la bailarina Chizu Kimura. Su labor en el proyecto es la composición y ejecución de piezas musicales en conjunción con las coreografía imaginadas por Kimura. Como dúo han realizado varios proyectos: Revolve (2009), ~ing (mayo de 2011), Discord (septiembre de 2012) o Discod 17 (2017).
Durante 2010 funda el dúo de música experimental y meditativa KiSeki junto a Jürgen Heidemann. En sus actuaciones utilizan un violín de madera y un litófono para componer el sonido de la naturaleza. Han actuado en lugares como iglesias, museos y estudios de yoga.
A lo largo de 2011 Yamane conoció a los integrantes de Tangerine Dream con quienes comenzó a participar en conciertos y en grabaciones que desde ese momento la banda ha publicado. Su rol en la banda, además de labores de composición, es principalmente la interpretación del violín eléctrico. El debut con el grupo tuvo lugar con una sesión de improvisación, realizada en el estudio de Edgar Froese, titulada «Fay Bewitching the Moon» que se incluyó en el álbum The Island Of The Fay (2011). Tras el fallecimiento de Froese en enero de 2015 Yamane, junto a los miembros restantes del grupo Thorsten Quaeschning y Ulrich Schnauss, continúan trabajando juntos editando nuevos trabajos y participando en giras de conciertos.
En 2013 comienza un proyecto en solitario de música techno: Tukico. En esta vertiente Yamane interpreta y compone música electrónica de estilo minimal y ambiental con violines acústicos y eléctricos. Realizó una gira en solitario en 2015 junto a Akito Sengoku y Atsushi Harada.
En 2017 vio la luz un disco, junto a Duenn, titulado Nakaniwa de estilo electrónico y ambiental.

## Discografía
En Solitario
- Traumstein (2014) como KiSeKi
- Regen from Ame (2015) como Tukico
- Discord (2016) como Tansik
- Nakaniwa (2017) como Hoshiko Yamane y Duenn
- A Story of a Man (2017)
- Mut (2017) (banda sonora)

Junto a Tangerine Dream
- The Island Of The Fay (2011)
- The Gate Of Saturn (2011)
- The Angel From The West Window (2011)
- The Gate Of Saturn (Live At The Lowry Manchester 2011) (2011)
- Knights Of Asheville (Tangerine Dream Live At The Moogfest In Asheville 2011) (2011)
- Booster V (2012)
- Live At Admiralspalast Berlin (2012)
- Live In Budapest At Béla Bartók National Concert Hall (2012)
- Cruise To Destiny (2013)
- Tangerine Dream And Brian May - Starmus - Sonic Universe (2013)
- Sorcerer 2014 (2014)
- Josephine The Mouse Singer (2014)
- Phaedra Farewell Tour 2014 (The Concerts) (2014)
- Supernormal (The Australian Concerts 2014) (2015)
- Quantum Key (2015)
- Live At Philharmony Szczecin - Poland 2016 (2016)
- Particles (2016)
- Light Flux (2017)
- Quantum Gate (2017)
- The Sessions I (2017)
- The Sessions II (2018)
- The Sessions III (2018)
- The Sessions IV (2018)